# Meurtres à Sarlat
Pour plus de détails, voir Fiche technique et Distribution.
Meurtres à Sarlat est un téléfilm français, de la collection Meurtres à..., écrit par Philippe Bernard et Tigran Rosine et réalisé par Delphine Lemoine. Ce téléfilm a été diffusé pour la première fois, en Suisse, le 25 août 2017, sur RTS Un, en Belgique, le 16 mai 2017, sur La Une et, en France, le 30 septembre 2017 sur France 3.
Il fait partie des 10 épisodes phares sélectionnés par la RTBF pour célébrer les 10 ans de la collection et diffusés pendant 6 mois sur Auvio.

## Synopsis
Sarlat-la-Canéda fut le théâtre de violentes révoltes paysannes au XVIIe siècle. Aujourd'hui, le fils du plus grand fabricant d'aliments en conserve de la région a été assassiné lors d'un rituel rappelant ces événements historiques. Pour enquêter, la commandante Claire Dalmas, de la section de recherche de Bordeaux, est obligée de revenir dans sa ville d’enfance qu’elle fuit depuis 20 ans. Sur place, elle va devoir collaborer avec le capitaine de gendarmerie Éric Pavin, avec qui elle a vécu une aventure quelques mois plus tôt sans jamais donner de nouvelles. L’enquête va plonger Claire au cœur d’un scandale agroalimentaire, l’obliger à se confronter à sa famille et peut-être même à se réconcilier avec l’amour.

## Fiche Technique[2]
- Réalisation : Delphine Lemoine
- Scénario : Philippe Bernard et Tigran Rosine
- Productrice : Élisabeth Arnac
- Sociétés de production : Lizland Films, en coproduction avec Be-Films et la RTBF, avec la participation de France Télévisions, du CNC, de TV5 Monde, de la RTS et de 13e Rue, avec le soutien de la région Nouvelle-Aquitaine, du département Dordogne
- Directeur de production : Marc Barbault
- Directeur de la photographie : Bruno Privat
- Musique : Alexandre Lessertisseur
- Chef monteuse : Linda Bechat-Naud
- Chef décorateur : Laurent Tesseyre
- Pays d'origine :  France
- Langue originale : français
- Genre : policier
- Durée : 93 minutes
- Dates de première diffusion :
  -  Suisse : 25 août 2017, sur RTS Un
  -  Belgique : 21 septembre 2017, sur La Une[3]
  -  France : 18 novembre 2017, sur France 3[4]

## Distribution
Sauf indication contraire, les informations mentionnées dans cette section peuvent être confirmées par la base de données cinématographiques IMDb,  présente dans la section « Liens externes ».
- Cécile Bois : Claire Dalmas
- Thierry Godard : Éric Pavin

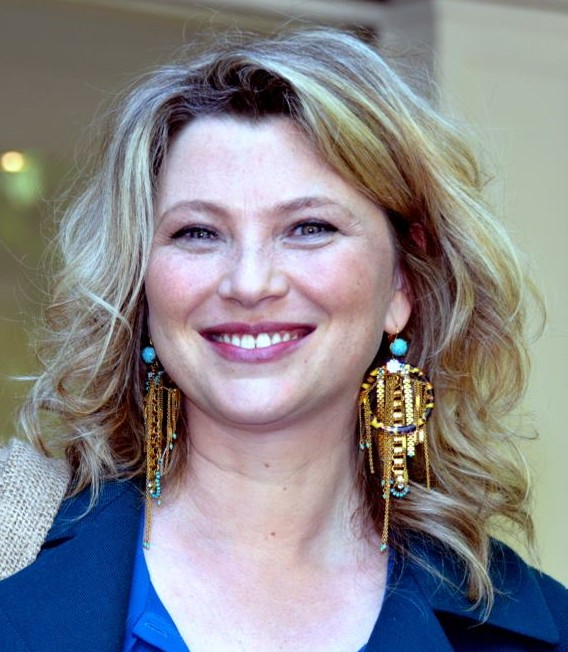
Cécile Bois en avril 2016.

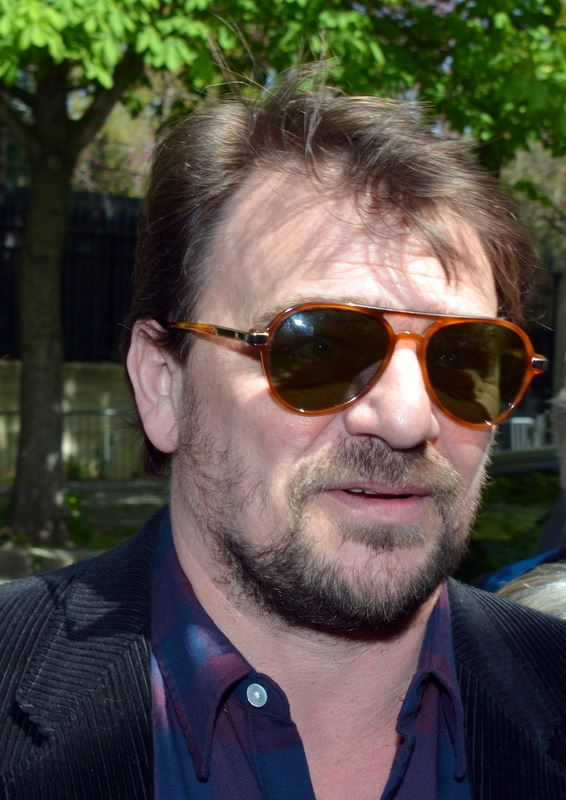
Thierry Godard en 2016.

- Christopher Buchholz : Simon Walker
- Sabrina Aliane : Samira Andrieu
- Pierre-Arnaud Juin : Christian Charvet
- Christian Sinniger : Alain Dalmas
- Alain Rimoux : Michel Signol
- Stéphane Brel : Vincent Signol
- Fabien Mairey : Jacques Letourneux
- Virginie Caliari : Fanny Dalmas
- Émilie Piponnier : Marie Charvet
- Camille Charbeau : Grégory Lopez
- Véronique Royer : Aurélie
- Éric Bougnon : Max
- Olivia Lancelot : Nadia
- Fabien Bassot : Le maire
- Juliette Pi : Myriam Walker
- Emmanuel Lortet : Clément

## Tournage
Le tournage du téléfilm s'est déroulé du 20 février au 17 mars 2017 dans le Périgord noir, notamment à Sarlat-la-Canéda (les 9 et 10 mars 2017), comme l'indique le titre, au château de Lacoste à Castelnaud-la-Chapelle (le 21 février), aux Eyzies (tout le long du tournage), au château de Commarque.
À Sarlat, la salle des mariages de la mairie, la maison d'un particulier et la boutique La Maison Pèlegris sur la Place de la Liberté ont servi de décor.

## Sortie DVD
Le téléfilm sort en DVD le 26 septembre 2018, dans un coffret avec Meurtres dans les Landes. Il est édité par LCJ Éditions.

## Audience en France
Le 18 novembre 2017, lors de sa première diffusion sur France 3, le téléfilm s'est hissé en tête des audiences de la soirée en France avec 4 438 000 téléspectateurs, soit 19,9 % de part d'audience, juste devant Danse avec les stars sur TF1.